# José Rijo
José Antonio Rijo Abreu (né le 28 septembre 1965 à San Cristóbal, République dominicaine) est un ancien lanceur droitier au baseball. Il a joué dans les Ligues majeures pendant 14 saisons, notamment pour les Reds de Cincinnati, avec qui il a été nommé joueur par excellence de la Série mondiale 1990.
Affecté par plusieurs blessures au cours de sa carrière, il se retire en 1995 à l'âge de 30 ans, mais effectue un retour au jeu six ans plus tard et s'aligne avec les Reds pendant deux saisons supplémentaires.

## Carrière

### Ligues mineures
José Rijo compile d'impressionantes statistiques en 1983 dans la Florida State League avec les Yankees de Fort Lauderdale. Il domine le circuit pour les victoires (15, contre 5 défaites), les matchs complets (15) et la moyenne de points mérités (1,68). Il est nommé joueur par excellence de la ligue.

### Débuts
Les Yankees de New York, qui l'avaient mis sous contrat en 1980 alors qu'il n'avait que 15 ans, lui font faire le saut de la classe A aux ligues majeures en 1984. À 18 ans, il est le plus jeune joueur de toutes les majeures cette saison-là. Le propriétaire des Yankees, George Steinbrenner, espère ainsi donner la réplique à l'autre équipe de New York, les Mets, qui comptent dans leurs rangs en 1984 une jeune recrue faisant sensation, Dwight Gooden.
Mais la première saison de Rijo se déroule mal. Utilisé surtout en relève, il affiche un dossier perdant de 2-8 et une moyenne élevée de 4,76. En décembre, il est envoyé à Oakland dans une méga-transaction qui amène la vedette Rickey Henderson chez les Yankees.
En trois saisons chez les A's, le dossier de Rijo est de 17-22. Il est transféré chez les Reds de Cincinnati, qui cèdent aux A's un cogneur en fin de carrière, Dave Parker.

### Reds de Cincinnati
Employé surtout en relève en 1988, Rijo connaît à Cincinnati la première de neuf saisons gagnantes, présentant une fiche de 13-8 avec une moyenne de 2,39. L'année suivante, il est intégré à la rotation de lanceurs partants du club et termine avec une fiche de 7-6 et une moyenne de 2,84.
En 1990, il s'impose avec un dossier de 14-8 en 29 départs et complète 7 rencontres, un sommet en carrière. Sa moyenne de points mérités est de 2,70. Les Reds remportent le championnat et accèdent à la Série mondiale. Rijo, vainqueur d'un match en Série de championnat de la Ligue nationale contre Pittsburgh, remporte deux matchs en grande finale. Il blanchit son ancienne équipe, les Athletics d'Oakland, en sept manches dans un gain de 7-0 lors de la première rencontre et n'accorde que deux coups sûrs dans la quatrième et dernière partie, concrétisant la conquête du titre mondial par Cincinnati.
Avec une fiche de 2-0 et une moyenne de points mérités microscopique de 0,59 en finale, José Rijo est élu joueur par excellence de la Série mondiale 1990.
En 1991, le droitier connaît sa meilleure saison en carrière avec 15 victoires et 6 défaites et une moyenne de 2,51. Il présente une fiche de 15-10 avec une moyenne de 2,56 en 1992 et abaisse celle-ci à 2,48 en 1993, alors qu'il remporte 14 de ses 23 décisions. Il domine également les majeures avec 227 retraits sur des prises en 1993.
Il participe à son seul match des étoiles en 1994 termine les saisons 1994 et 1995 avec des dossiers victorieux, mais est ennuyé par des blessures à l'épaule qui le contraignent à mettre fin à sa carrière après la saison 1995, alors qu'il n'est âgé que de 30 ans.

### Retour au jeu
En 2001, après cinq années d'inactivité, José Rijo effectue un retour dans les majeures avec les Reds de Cincinnati. Il apparaît en relève dans 13 rencontres en 2001, n'étant impliqué dans aucune décision. Il lance dans 31 parties et effectue même 5 départs en 2002, sa dernière saison, méritant 5 victoires. Il a reçu en 2001 le Prix Tony Conigliaro, présenté annuellement au joueur des majeures ayant surmonté un obstacle important et ayant triomphé de l'adversité.
Lors de son retour en 2001, Rijo était devenu le deuxième joueur de l'histoire à prendre part à un match des ligues majeures après avoir déjà été considéré pour le Temple de la renommée du baseball. Les joueurs des majeures apparaissant sur les bulletins cinq années après leur retraite, Rijo avait déjà reçu un vote à sa première année d'éligibilité en 2001. Le seul autre joueur à partager cette particularité est Minnie  Miñoso, qui avait reçu 6 votes en 1969 et était revenu au jeu en 1976, treize ans après l'annonce de sa retraite.
José Rijo est réapparu dans le scrutin pour le Temple de la renommée en 2008, mais n'a reçu aucun vote.